# 刘乐飞
刘乐飞（1973年—），刘云山长子。现任中信产业投资基金管理有限公司和CPE源峰董事长。
曾任中信证券副董事长、中国人寿首席投资执行官、中国人寿投资管理部总经理。

## 人物经历
- 1995年，毕业于中国人民大学获经济学学士学位。
- 1998年，毕业于中国社会科学院研究生院。
- 2006年，毕业于中歐國際工商學院获工商管理硕士学位。
- 中华全国青年联合会第十届委员会委员

## 家族
- 妻子：贾丽青，是曾任国安部长、公安部长以及最高人民检察院检察长贾春旺的女儿[5]。
- 父亲：刘云山（1947年7月－），第十八届中央政治局常务委员会委员（位列第五）。
- 母亲：李素芳，曾任中国民用航空局直属机关党委副书记，已退休。
  - 弟弟：刘乐亭（CICC)。